# شتيفان ليكسا
شتيفان ليكسا (بالألمانية: Stefan Lexa)‏ (1 نوفمبر 1976 بكلاغنفورت في النمسا - ) هو لاعب كرة قدم نمساوي في مركز الوسط. شارك مع منتخب النمسا لكرة القدم. أما مع النوادي، فقد لعب مع آينتراخت فرانكفورت وفيهين فيسبادن ونادي تينيريفي ونادي غروديغ ونادي كايزرسلاوترن وSpVgg Landshut ‏ ونادي أونترهاخينغ وSV Wacker Burghausen ‏ وSV Heimstetten ‏ ونادي رييد ورويتلينغن 05 ‏.

## وصلات خارجية
- شتيفان ليكسا على موقع قاعدة بيانات كرة القدم.إي يو (الإنجليزية)
- شتيفان ليكسا على موقع ناشيونال فوتبول تيمز (الإنجليزية)
- شتيفان ليكسا على موقع Soccerway.com (الإنجليزية)
- شتيفان ليكسا على موقع عالم كرة القدم.نت (الإنجليزية)